# Goodyera yangmeishanensis
Goodyera yangmeishanensis là một loài thực vật có hoa trong họ Lan. Loài này được T.P.Lin mô tả khoa học đầu tiên năm 1977.